# Леманис, Индрикис Кришьянович
Индрикис Кришьянович Леманис (латыш. Indriķis Lēmanis; 8 (21) февраля 1904, мыза Керклини — 13 февраля 1960, Рига) — латышский советский писатель и журналист.

## Биография
Родился в батрацкой семье. С юности включился в подпольное революционное движение в буржуазной Латвии, за что неоднократно подвергался арестам. Член коммунистической партии с 1940 г.
Участник Великой Отечественной войны, политработник в добровольческой латышской стрелковой дивизии, которая в июле — октябре 1941 в составе Красной Армии сражались на территории Латвии и под Ленинградом, редактор фронтовой газеты «Par Padomju Latviju» («За Советскую Латвию»).
В 1945—1960 годах работал председателем Комитета радио и телевидения Латвийской ССР.
Умер в 1960 году и похоронен на рижском кладбище Райниса.

## Творчество

И. Леманис. «По дорогам жизни» («Pa dzīves ceļiem»)

Печататься начал с 1922 г. под псевдонимами П. Зарс, В. Скултенс и др.
Произведения И. Леманиса посвящены, в основном, беспросветной жизни батраков Латвии в условиях буржуазного правления, закалке сельских комсомольцев—подпольщиков 20-х гг. и нелегальной работе коммунистов в предвоенные годы, ряд произведений на военную тематику.
Автор произведений :
- «Мать» рассказ («Māte», 1934)
- «Kalve» (Рига, 1947)
- «Мозолистые руки» роман («Cietās rokas», 1938)
- «Скромные герои» сборник рассказов («Klusie varoni», 1945)
- «По дорогам жизни» повесть («Pa dzīves ceļiem», ч. 1—3, 1948—1953)
- «Маленький революционер» (Рига, 1951)
- «Nākotnes vārdā» (Рига, 1951)
- «Stāstu izlase» (Рига, 1954)
- «На рассвете» роман («Dienas ausmā», 1955)
- «Kaujas baterija» (Рига, 1960)
- ряд очерков